# Gracetown (Western Australia)
Gracetown ist ein Ort in Western Australia. Der Küstenort liegt 283 km südlich der westaustralischen Hauptstadt Perth im Augusta-Margaret River Shire und hat laut der Volkszählung von 2016 237 Einwohner.

## Geschichte
Die Siedlung entstand aus einem beliebten Ferienziel, das ab 1957 zu einem Campingplatz und Karavanpark entwickelt werden sollte. Die Regierung entschloss sich dann zur Gründung einer festen Ansiedlung, für die von 1961 bis 1963 Grundstücke zum Erwerb angeboten wurden. Minister Stewart Bovell entschied, die neue Siedlung nach Grace Bussell zu benennen, die nach einer Schiffskatastrophe an der Küste des Gebiets im Jahr 1876 durch die Rettung von mehr als 50 Schiffbrüchigen zu einer Regionalheldin geworden war.

### Gracetown Tragedy
Am 27. September 1996 ereignete sich ein als „Gracetown Tragedy“ bekannt gewordener Vorfall, als während der Surfveranstaltung der Schule ein Unwetter einsetzte und Besucher unter einem Überhang der aus Kalkstein bestehenden Steilküste Schutz suchten. Beim plötzlichen Abbruch des Überhangs starben 9 Menschen, darunter 4 Kinder. Das Ereignis und der Umgang der kleinen Kommune mit dem Verlust sowie die Suche nach einem Verantwortlichen werden in der Fernsehdokumentation Surviving the Fall: The Gracetown Tragedy dargestellt.